# 30e Match des étoiles de la Ligue nationale de hockey
Match précédent Match suivant
Le 30e Match des étoiles de la Ligue nationale de hockey fut tenu le 25 janvier 1977 dans le domicile des Canucks de Vancouver, le Pacific Coliseum. L'équipe représentant la Conférence Prince de Galles l'emporta par la marque de 4 à 3 aux dépens de la Conférence Campbell. L'étoile de la rencontre fut Richard Martin des Sabres de Buffalo qui marqua deux buts dont celui qui donna la victoire aux siens.

## Effectif

### Conférence Prince de Galles
- Entraîneur-chef : Scotty Bowman ; Canadiens de Montréal.

Gardiens de buts
- 29 Ken Dryden ; Canadiens de Montréal.
- 30 Gerry Desjardins ; Sabres de Buffalo.

Défenseurs :
- 02 Ian Turnbull ; Maple Leafs de Toronto.
- 05 Guy Lapointe ; Canadiens de Montréal.
- 06 Jim Schoenfeld ; Sabres de Buffalo.
- 18 Serge Savard ; Canadiens de Montréal.
- 19 Larry Robinson ; Canadiens de Montréal.
- 21 Börje Salming ; Maple Leafs de Toronto.
- 22 Brad Park ; Bruins de Boston.

Attaquants :
- 07 Richard Martin, AG ; Sabres de Buffalo.
- 08 Peter McNab, C ; Bruins de Boston.
- 09 Lanny McDonald, AD ; Maple Leafs de Toronto.
- 10 Guy Lafleur, AD ; Canadiens de Montréal.
- 12 Gilbert Perreault, C ; Sabres de Buffalo.
- 14 Nick Libett, AG ; Red Wings de Détroit.
- 15 Guy Charron, C ; Capitals de Washington.
- 16 Marcel Dionne, C ; Kings de Los Angeles.
- 20 Jean Pronovost, AD ; Penguins de Pittsburgh.
- 23 Bob Gainey, AG ; Canadiens de Montréal.
- 25 Al MacAdam, AD ; Barons de Cleveland.

### Conférence Campbell
- Entraîneur-chef : Fred Shero ; Flyers de Philadelphie.

Gardiens de buts :
- 01 Bernard Parent ; Flyers de Philadelphie.
- 30 Glenn Resch ; Islanders de New York.

Défenseurs :
- 02 Harold Snepsts ; Canucks de Vancouver.
- 03 Tom Bladon ; Flyers de Philadelphie.
- 04 Phil Russell ; Blackhawks de Chicago.
- 05 Denis Potvin ; Islanders de New York.
- 14 Joe Watson ; Flyers de Philadelphie.
- 20 Jimmy Watson ; Flyers de Philadelphie.

Attaquants
- 07 Rod Gilbert, AD ; Rangers de New York.
- 08 Garry Unger, C ; Blues de Saint-Louis.
- 10 Wilf Paiement, AD ; Rockies du Colorado.
- 11 Tom Lysiak, C ; Flames d'Atlanta.
- 12 Gary Dornhoefer, AD ; Flyers de Philadelphie.
- 15 Don Murdoch, AD ; Rangers de New York
- 16 Bobby Clarke, C ; Flyers de Philadelphie.
- 17 Tim Young, C ; North Stars du Minnesota.
- 19 Rick MacLeish, C ; Flyers de Philadelphie.
- 23 Bob Nystrom, AD ; Islanders de New York.
- 27 Eric Vail, AG ; Flames d'Atlanta.
- 77 Phil Esposito, C ; Rangers de New York.

## Feuille de match
| No | Score            | Équipe           | Buteur (Passeur(s))             | Temps            |                  |
| Première période | Première période | Première période | Première période                | Première période | Première période |
| --- | ---------------- | ---------------- | ------------------------------- | ---------------- | ---------------- |
| 1 | 0-1              | Campbell         | Vail (Potvin)                   | 2:54             |                  |
| 2 | 1-1              | Prince de Galles | McDonald (Gainey - McNab)       | 6:22             |                  |
| Pénalité : Conférence Campbell trop de joueur 15:32 ; Dornhoefer (Cam.) rudesse 16:24 ; Lapointe (Gal.) rudesse 16:24                     |                  |                  |                                 |                  |                  |
| Deuxième période |                  |                  |                                 |                  |                  |
| 3 | 1-2              | Campbell         | MacLeish (Nystrom - Potvin)     | 11:56            |                  |
| 4 | 2-2              | Prince de Galles | McDonald (Perreault - Robinson) | 19:27            |                  |
| Pénalité : Potvin (Cam.) accroché 4:11 ; Lapointe (Gal.) trébuché 5:08 ; Paiement (Cam.) accroché 8:34 ; Joe Watson (Cam.) accroché 14:02 |                  |                  |                                 |                  |                  |
| Troisième période |                  |                  |                                 |                  |                  |
| 5 | 3-2              | Prince de Galles | Martin (Dionne - Robinson)      | 4:00 AN          |                  |
| 6 | 3-3              | Campbell         | Esposito (Gilbert - Dornhoefer) | 12:23            |                  |
| 7 | 4-3              | Prince de Galles | Martin (Dionne - Lafleur)       | 18:04            |                  |
| Pénalité : Russell (Cam.) accroché 3:17 ; Salming (Gal.) trébuché 15:48                                                                   |                  |                  |                                 |                  |                  |

Gardiens :
- Prince de Galles : Dryden (31:27), Desjardins (28:33, est entré à 11:27 de la 2e période).
- Campbell : Parent (31:27), Resch (27:41, est entré à 11:27 de la 2e période).

Tirs au but :
- Prince de Galles (36) 14 - 10 - 12
- Campbell (25) 10 - 08 - 07

Arbitres : Bruce Hood
Juges de ligne : Matt Pavelich, Ron Finn